# Lastiesas Altas
Lastiesas Altas ist ein spanischer Ort in den Pyrenäen in der Provinz Huesca der Autonomen Gemeinschaft Aragonien. Lastiesas Altas ist ein nordwestlich gelegener Ortsteil der Gemeinde Jaca. Das Dorf mit zehn Einwohnern im Jahr 2015 liegt auf 920 Meter Höhe.